# Ricoh Open 2017
Die Ricoh Open 2017 waren ein WTA-Tennisturnier der WTA Tour 2017 für Damen und ein ATP-Tennisturnier der ATP World Tour 2017 für Herren in Rosmalen in der Gemeinde ’s-Hertogenbosch und fanden zeitgleich vom 12. bis 18. Juni 2017 statt.

## Herrenturnier
→ Hauptartikel: Ricoh Open 2017/Herren
→ Qualifikation: Ricoh Open 2017/Herren/Qualifikation

## Damenturnier
→ Hauptartikel: Ricoh Open 2017/Damen
→ Qualifikation: Ricoh Open 2017/Damen/Qualifikation